# Aloe somaliensis
Aloe somaliensis es una especie de planta suculenta del género Aloe. Es endémico de Somalia.

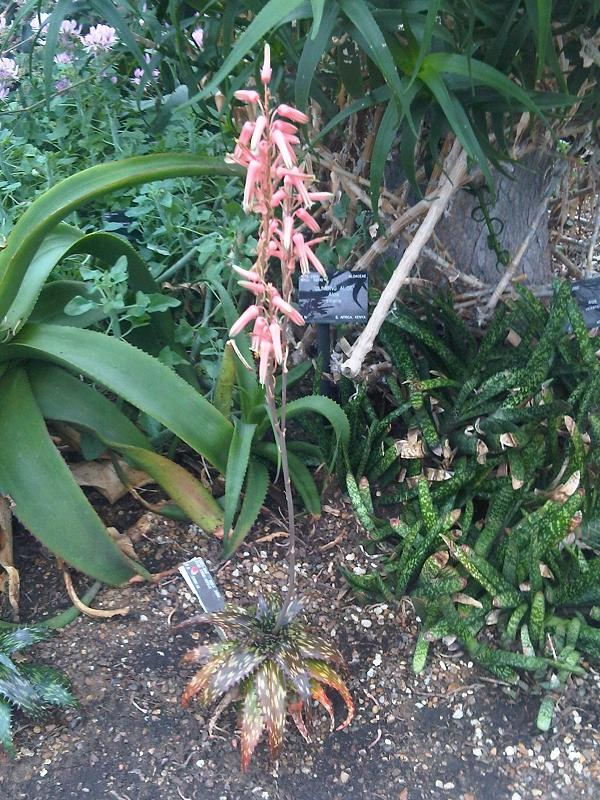
Inflorescencia

## Descripción
Es una planta suculenta sin tallos, agrupadas sus hojas en rosetas. Las hojas son alargadas, carnosas con textura cerosa con líneas marcadas y numerosas manchas y los márgenes armados con dientes blancos. Las inflorescencias se encuentran en  racimos con flores tubulares de color rosado en la cima de un tallo floral erecto que surge de la roseta.

## Taxonomía
Aloe somaliensis fue descrita por C.H.Wright ex W.Watson y publicado en The Gardeners' Chronicle & Agricultural Gazette 26: 430, en el año 1899.
Etimología
Ver: Aloe
somaliensis: epíteto geográfico que alude a su localización en Somalia.